# Irineu (futebolista)
Irineu Calixto Couto, mais conhecido como Irineu (São Paulo, 27 de março de 1983), é um ex-futebolista brasileiro que atuava como zagueiro.

## Carreira
Irineu jogou nas categorias infanto-juvenis do Nacional-SP, Corinthians e Juventus, porém, foi no Cruzeiro, aonde o jogador deu início a sua carreira profissional. 
O Cruzeiro emprestou Irineu ao Ipatinga em 2005 e, um ano mais tarde, ao Sporting Braga.
Em 2007, indicado pelo técnico Ney Franco, com quem já havia trabalhado no Ipatinga, Irineu acertou novo empréstimo, desta vez com o Flamengo.
Dispensado pelo clube rubro-negro, no meio de 2007, Irineu, rapidamente, acertou sua ida para o Marília.
No início de 2008 ingressou na Académica, clube de onde foi dispensado no final da época.
Assinou com o Denizlispor da Turquia em 2008, onde ficou até 2009, quando foi contratado pelo Juventude.
Em dezembro de 2009, após encerramento da temporada, foi anunciado como no reforço do Paraná Clube para a temporada de 2010.
E em 2011 acertou com o ABC, e foi destaque na zaga do alvinegro potiguar no estadual e na Série B.
Em 2012 assinou com o Duque de Caxias.
Em 2013 jogou pelo Betim.
No início de 2014 foi anunciado como jogador do América Futebol clube de Teófilo Otoni - MG para à disputa do campeonato mineiro.
Para a temporada 2015, assinou com o Doze, um time recém-fundado que disputa o Capixaba da Segunda Divisão.

## Títulos
Cruzeiro
- Copa do Brasil: 2003
- Campeonato Brasileiro: 2003
- Campeonato Mineiro: 2003, 2004 e 2006

Ipatinga
- Campeonato Mineiro: 2005

Flamengo
- Taça Guanabara: 2007
- Campeonato Carioca: 2007

ABC
- Campeonato Potiguar: 2011

Seleção Brasileira Sub-20
- Torneio da Malásia: 2003